# Mesa Mall
El Mesa Mall es el mayor centro comercial bajo techo que sirve el oeste de Colorado y el este de Utah y el mayor centro comercial regional entre Salt Lake City, Utah y Denver en Estados Unidos. El Mesa Mall domina un área de servicio de más de 250 millas (400 kilómetros) en cualquier dirección. Situado en Grand Junction, Colorado, el centro comercial se encuentra en la autopista 6 de EE.UU y la autopista 50 (junto a la I-70 Business Loop). Gestionado por Macerich, el centro comercial cuenta con cinco grandes almacenes anclas y más de 110 minoristas.